# Nicola Mayr
Nicola Mayr (Bolzano, 6 aprile 1978) è un'ex pattinatrice di velocità su ghiaccio italiana.

## Biografia
Nata a Bolzano nel 1978, partecipa alle sue prime gare importanti nel 1994, a 16 anni.
A 23 anni partecipa ai Giochi olimpici di Salt Lake City 2002, nelle gare dei 1500 e 3000 metri. Nella prima arriva 27ª in 2'00"73, mentre nella seconda termina al 22º posto in 4'15"79.
Subisce uno stop alla carriera a 27 anni, nel 2005, dopo che gli vengono diagnosticate delle aritmie, ritornando poi brevemente alle gare nel 2009.